# Underground Symphony
Underground Symphony – włoska wytwórnia płytowa założona w 1994 roku przez Maurizio Chiarello. Wydawnictwo współpracuje z grupami muzycznymi tworzącymi muzykę metalową.

## Zespoły obecnie współpracujące z wytwórnią
Wytwórnia współpracuje obecnie z dwudziestoma sześcioma wykonawcami:

- Adramelch
- Ananke
- Ancestral
- Athlantis
- BarbarianS
- Black Wings
- Dark Horizon
- Etherna
- Fury'n'grace
- Great Master
- Heavenlust
- Hypersonic
- Ice wind
- Martiria
- Methodica
- Noble Savage
- Opening scenery
- Pandaemonium
- Seven Dark Eyes
- Shadow of Steel
- Skylark
- Steel Seal
- Stonecast
- The Silence
- Wild Steel
- Wonderland

## Zespoły współpracujące z wytwórnią w przeszłości
W przeszłości wytwórnia współpracowała z:

- Acacia
- Altered Vision
- Ambermoon
- Angels Grace
- Arkhè
- Arthemis
- Avalanch
- Bejelit
- Cardiant
- Cauldron Born
- Concept
- Cryonic Temple
- Dafne
- Deadline
- Dedication
- Depression
- DoomSword
- Eddy Antonini
- Evil Wings
- Final Chapter
- Fire Trails
- Frank Caruso
- Frost Bite
- Glory Hunter
- H. Kristal
- Heavenblast
- Helreið
- Holy Knights
- Icycore
- Infinity
- Intense
- Ivory
- Labyrinth
- Landguard
- Last Warning
- Lie Tears
- Lost Innocence
- Madsword
- Mesmerize
- Nemesis
- Orphan Gypsy
- Power Quest
- Projecto
- Sabaton
- Six Magics
- Skanners
- Skiltron
- Solisia
- Soul of Steel
- Soulblaze
- Stormrider
- Time Machine
- Torian
- Trinakrius
- White Skull
- Witchunters